# مقاطعة رينز (تكساس)
مقاطعة رينز (بالإنجليزية: Rains  County)‏ هي إحدى المقاطعات في ولاية تكساس، الولايات المتحدة الأمريكية.